# چارلی بیکنل (بازیکن فوتبال)
چارلی بیکنل (انگلیسی: Charlie Bicknell; ۱۶ نوامبر ۱۹۰۵ – ۶ سپتامبر ۱۹۹۴) بازیکن فوتبال اهل بریتانیا بود.
از باشگاه‌هایی که در آن بازی کرده‌است می‌توان به باشگاه فوتبال وستهام یونایتد، باشگاه فوتبال چسترفیلد، و باشگاه فوتبال برادفورد سیتی اشاره کرد.